# Borki (rejon żytkowicki)
Borki, Borek (biał. Боркі, Borki; ros. Борки, Borki) – wieś na Białorusi, w obwodzie homelskim, w rejonie żytkowickim, w sielsowiecie Rudnia, nad Prypecią i przy drodze republikańskiej R88.
Graniczy z Rezerwatem Krajobrazowym Środkowa Prypeć.

## Historia
W XIX i w początkach XX w. położone były w Rosji, w guberni mińskiej, w powiecie mozyrskim, w gminie Turów.
Po I wojnie światowej pod administracją polską, w Zarządzie Cywilnym Ziem Wschodnich, w okręgu brzeskim, w powiecie mozyrskim, w gminie Turów. W wyniku postanowień traktatu ryskiego znalazły się w granicach Związku Sowieckiego. Od 1991 w niepodległej Białorusi.